# Étoile de Casablanca
Étoile Jeunesse Sportive de Casablanca (EJSC) is een Marokkaanse voetbalclub uit Casablanca. De club werd opgericht in 1942 en speelt in het Stade Père-Jégo dat plaats biedt aan 10.000 mensen.

## Prijzen
Landskampioen
1959